# Saillagouse-Llo

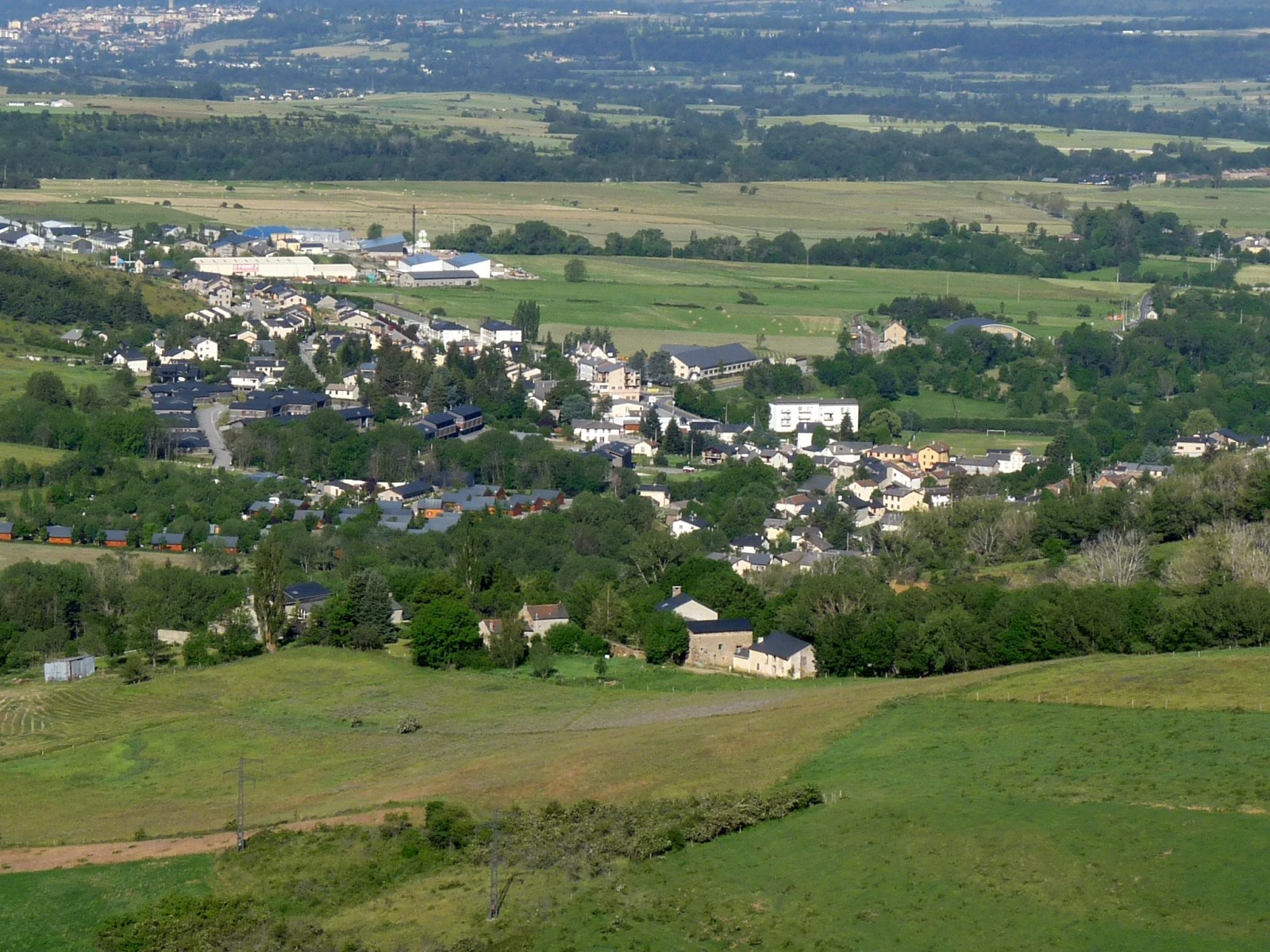
Saillagouse

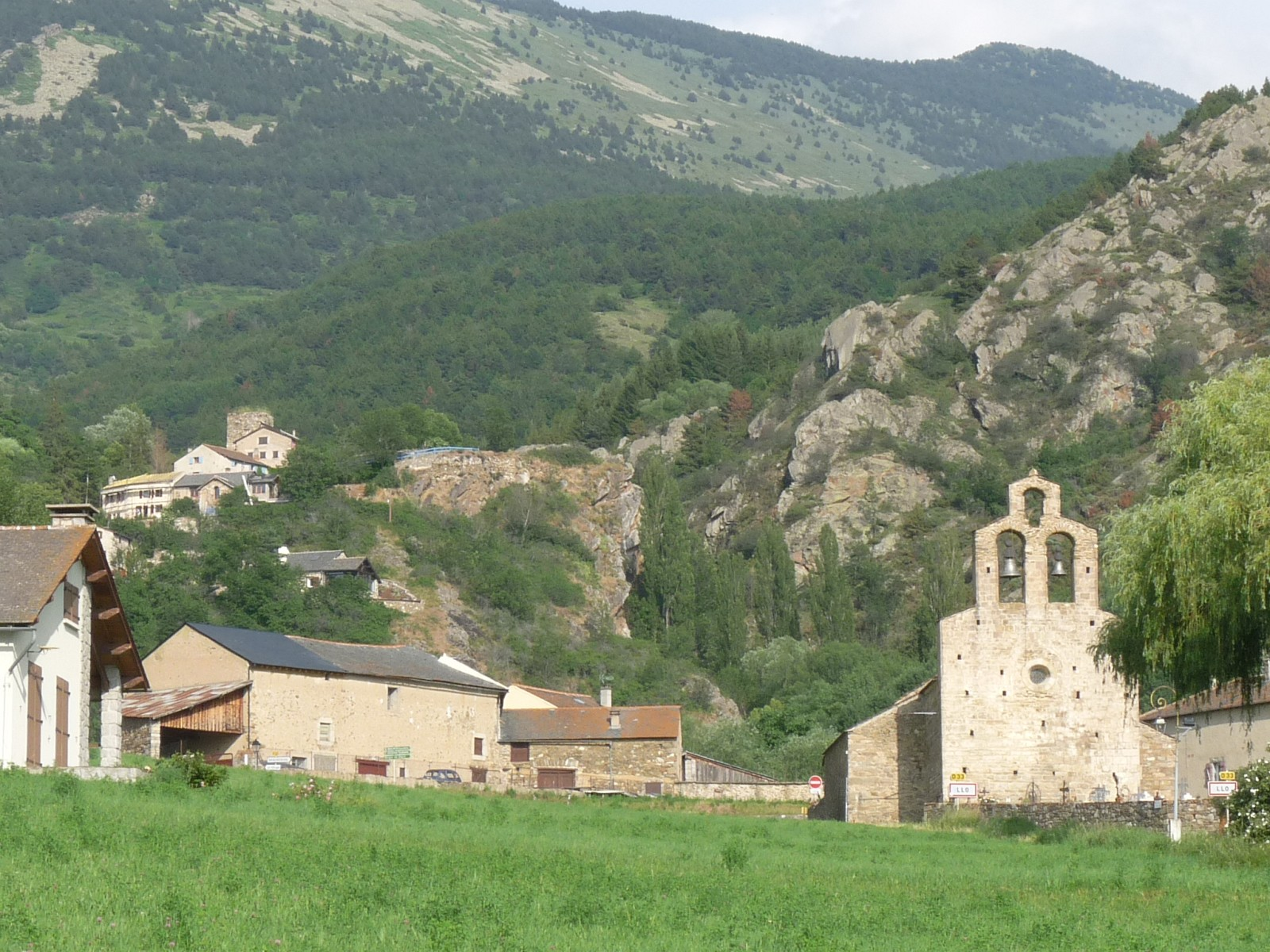
Llo

Saillagouse-Llo  est une ancienne commune des Pyrénées-Orientales réunissant les communes de Saillagouse et de Llo en Cerdagne.

## Géographie
L'altitude de la commune varie entre 1 230 et 2 840 mètres,.
Sa superficie totale est de 3 979 hectares,.

## Histoire
Le 8 octobre 1974, Saillagouse absorbe la commune de Llo par arrêté préfectoral et la nouvelle commune prend le nom de Saillagouse-Llo. Celles-ci seront de nouveau séparées par un arrêté préfectoral du 14 mars 1984.

## Liste des maires
| Période | Période | Identité       | Étiquette | Qualité |
| ------- | ------- | -------------- | --------- | ------- |
| 1974    | 1984    | François Ester |           |         |

## Démographie
La population est exprimée en nombre d'habitants.
| 1975 | 1982 | 1984 |
| ---- | ---- | ---- |
| 875  | 879  | -    |